# Ceropegia sootepensis
Ceropegia sootepensis är en oleanderväxtart som beskrevs av William Grant Craib. Ceropegia sootepensis ingår i släktet Ceropegia och familjen oleanderväxter. Inga underarter finns listade i Catalogue of Life.